# Volapük-Wikipedia
Die Volapük-Wikipedia ist eine Sprachversion der internationalen Online-Enzyklopädie Wikipedia, die in der Kunstsprache Volapük verfasst ist. Sie wurde um 2007 Gegenstand einer projektinternen Grundsatzdiskussion, da sie für Wikimedia-Projekte unübliche und von der Mehrheit der Mitarbeiter (Wikipedianer) nicht gern gesehene Techniken verwendete.

## Internes und Besonderheiten
Die Volapük-Wikipedia gibt es seit Februar 2003. Sie hat zwar 114.000 Artikel und erscheint damit als eine der größten Sprachversionen, im Durchschnitt hat aber nicht einmal ein Prozent mehr als zwei Kilobyte (bei der deutschsprachigen sind es 46 Prozent; Stand vom Dezember 2007/Januar 2008). Fast alle Artikel sind geografische Stubs („Stummel“, Interner Fachausdruck für Kleinstartikel), Datenbankeinträgen ähnlicher als Enzyklopädie-Artikeln, und wurden im Laufe des Jahres 2007 per Bot erstellt. Über die Statthaftigkeit dieses Vorgehens entstand eine Kontroverse. Der Verantwortliche selbst nannte die Sprachversion ein Ein-Mann-Projekt.
Die Volapük-Wikipedia besteht fast ausschließlich aus Bot-kreierten Stubs zu Städten und Ländern. So heißt es bei der Kategorie Zifs (‚Städte‘): „The following 161 pages are in this category, out of 106,326 total.“ (Die MediaWiki ist an vielen Stellen noch nicht übersetzt.) Es gibt über 5.700 Begriffsklärungsseiten usw. Ansonsten findet man in den untersten Kategorien selten mehr als jeweils einen Eintrag.
Die Lemmata werden auch häufig einfach per Bot übernommen und nicht überprüft: So heißt ein Stub Aach (Baden-Württemberg), obwohl auf Volapük eine eigene Bezeichnung für das Bundesland existiert (Badän-Vürtän). Während Vowiki auch zu allen französischen Gemeinden einen Stub bietet, sind nicht einmal alle Départements erfasst, von den 22 Regionen haben gerade einmal vier einen Artikel.
Keiner der registrierten Benutzer hat ein Sprachniveau über „2“ (ungefähr „mittleres Niveau“). Der Brasilianer Sérgio Meira ist einer der beiden Benutzer mit diesem Niveau, gleichzeitig gibt er an, Französisch und Englisch wie ein Muttersprachler zu beherrschen und sieben weitere Sprachen auf Niveau „3“. Drei weitere Benutzer haben das Niveau „1“ angegeben (Stand: März 2008). Die Diskussion unter den Benutzern ist meist auf Deutsch, Englisch oder einer anderen Sprache außer Volapük.
Ferner gibt es ungefähr 45 weitere registrierte Benutzer ohne Volapük-Kenntnisse. Einer von ihnen ist eine Österreicherin, die sich angemeldet hatte, weil sie als Commons-Administrator projektübergreifend aktiv ist. Sie sei durch die hohe Artikelzahl angezogen worden, habe aber nichts in der Volapük-Vikipedia gemacht, da unter Bot-kreiertem Inhalt selten Bilder seien.

## Geschichte und Statistik
Zwar gab es die ersten vier Artikel bereits im Februar 2003, aber erst für den Juli vermeldet die offizielle Statistik den ersten Wikipedianer. Als der zweite Artikel im Januar 2004 hinzukam, stieg die Artikelzahl von 8 auf 14. Es hatten sich sieben Wikipedianer insgesamt an der Sprachversion beteiligt, als im Juli 2006 erstmals einer zum sehr aktiven Wikipedianer wurde (mit mehr als 100 Änderungen im Monat). Damals hatte die Volapük-Wikipedia 162 Artikel. Der Prozentsatz der Artikel über zwei Kilobyte lag nie über 7 Prozent.
Im Oktober 2006 meldete sich der Benutzer Sérgio Meira an. Bereits zuvor wurden Bots zur automatischen Erstellung von Artikeln verwendet, nun aber stieg die Artikelzahl von damals 760 auf 112.000 im September 2007 an. Allein in jenem Monat wurden täglich 1574 Stubs erstellt. Dadurch wurden andere Wikipedianer aufmerksam, die entweder das Vorgehen kritisierten oder aber – zum Beispiel zur Verlinkung – sich registrierten. Im Januar 2008 hatte die Sprachversion 33 Wikipedianer insgesamt, 16 waren sehr aktiv. Bei einer (noch leicht wachsenden) Gesamtartikelzahl von 114.000 sind die Werte zu den Änderungen-pro-Artikel, der Prozentsatz der Artikel mit mehr als einem halben bzw. zwei Kilobyte usw. sehr niedrig.

## Bedeutung für den Sprachraum

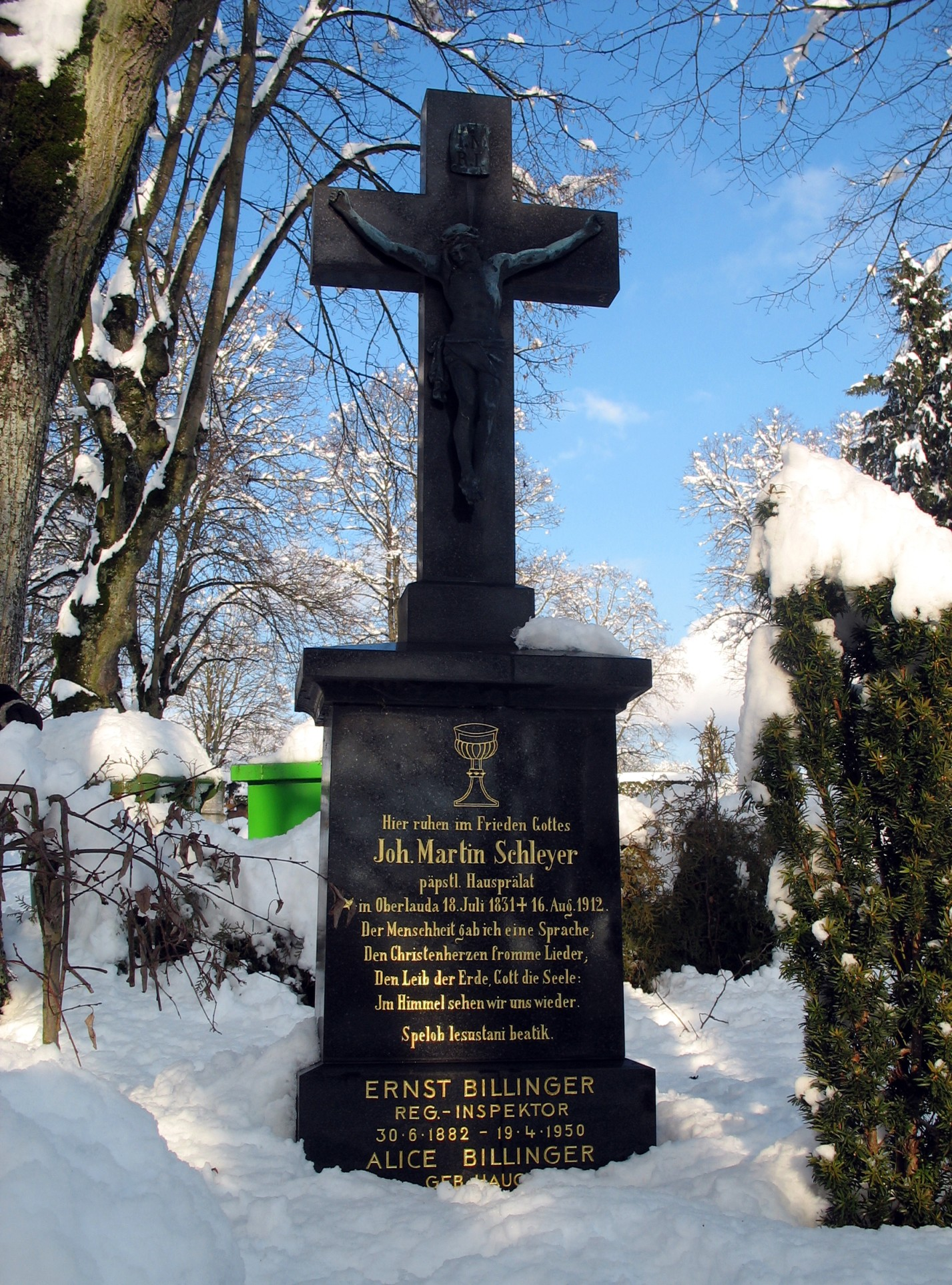
Grabstein des Volapük-Gründers Johann Martin Schleyer

Da es außer einem kleinen Mitteilungsblatt keine Publikationen mehr auf Volapük gibt (Stand: 1999), ist die Volapük-Wikipedia Anfang des 21. Jahrhunderts das umfangreichste Medium für diese Plansprache. Allerdings wird weder das historische Erbe der um 1880 bis 1890 aktiven Sprache konserviert und aufgearbeitet, noch wird ein aktueller Sprachschatz gepflegt.

## Kontroverse über die Volapük-Wikipedia
Die sprunghafte Vergrößerung der Volapük-Wikipedia hat die Aufmerksamkeit der internationalen Wikipedia-Gemeinschaft erhalten. Das ist auch das Ziel von Smeira gewesen, wie er erklärte. Nachdem er mit E-Mails Volapük-Sprecher oder -Interessierte angeschrieben hatte, habe es kein Echo gegeben. Die Volapük-Wikipedia sei ein Ein-Mann-Projekt. Daher habe er „etwas leicht Verrücktes“ getan und die Sprachversion so schnell wie möglich vergrößert, in der Hoffnung, neue Anhänger für Volapük zu gewinnen. Zwei oder drei hätten tatsächlich Interesse gezeigt.
Am 21. September 2007 stellte der Benutzer:Rosentod auf Meta-Wiki den Antrag, die Volapük-Wikipedia zu schließen, da nur ein Autor zur Sprachversion beitrage und in naher Zukunft nicht mit einer Änderung zu rechnen sei. Das Resultat dieser Werbeaktion seien eine Menge Interwiki-Links in anderen Wikipedias, die den Lesern nichts brächten. Julius1990 fügte hinzu, die vielen Stubs helfen niemandem, selbst wenn er die Sprache verstünde. Liesel schrieb, es handele sich bei diesem Bot-generierten Projekt nicht um menschliches Wissen, und Geld der Foundation solle dafür nicht ausgegeben werden. H-stt wies darauf hin, dass die Wikipedia keine Databank sei.
Im Gegenzug verteidigte Slomox das Projekt mit dessen Alter von vier Jahren, außerdem seien auch viele gute Artikel darin. Da er nur drei Sprachen spreche, seien 99 Prozent aller Interwiki-Links sowieso nutzlos für ihn. Melsaran sah die Möglichkeit, dass das Projekt in Zukunft ausgeweitet werde, und Waerth meinte, die liebevolle Arbeit Smeiras sollte gelobt werden, es gäbe viele Wikipedias in einem schlechteren Zustand. Der Antrag wurde mit 42 zu 75 Stimmen abgelehnt.
Benutzer:Arnomane stellte am 25. Dezember 2007 den Antrag, die Volapük-Wikipedia radikal zu säubern. Eine Wikipedia, die nur von einer Person angetrieben werde, entspreche auch nicht dem Grundsatz des neutralen Standpunktes. Die Artikelzahl solle reduziert werden und die Sprachversion wieder in den Incubator (eine geschützte Testumgebung) gehen, bis sich eine ständige Benutzerzahl gefunden habe. 44 Benutzer haben diesem Vorschlag ganz oder teilweise zugestimmt, 66 waren gegen den Antrag.
Die abrupte Artikelvervielfältigung wurde auch von einigen Medien aufgegriffen.